# Belgische gemeenteraadsverkiezingen 1970
De Belgische gemeenteraadsverkiezingen van 1970 vonden plaats op zondag 11 oktober 1970. De vorige gemeenteraadsverkiezingen vonden plaats op zondag 11 oktober 1964 en de volgende op zondag 10 oktober 1976.
De gemeenteraden van alle Belgische gemeenten werden verkozen voor een periode van zes jaar.

## Kiezers
De stemgerechtigde leeftijd werd bij wet van 1 juli 1969 verlaagd naar 18 jaar, waardoor 261.747 kiezers tussen 18 en 21 jaar konden deelnemen aan de verkiezingen, De verkiesbaarheidsleeftijd voor de gemeenteraden werd op 21 jaar gebracht. (Zie stemrecht in België)

## Te verkiezen mandaten en kandidaten
Er waren 23.936 te verkiezen gemeenteraadsleden, waarvoor 67.203 kandidaten deelnamen.
Bij de fusies dit jaar waren 300 gemeenten betrokken, die samengevoegd werden tot 95 nieuwe. 
Van de 2.379 gemeenten die op 11 oktober 1970 bestonden:
- 2.066 gemeenten met effectieve verkiezing
- 280 gemeenten met verkiezingen zonder strijd, waarbij het aantal kandidaten gelijk was aan het aantal te verdelen zetels, voornamelijk in Wallonië
- In 32 gemeenten werd de gemeenteraadsverkiezing uitgesteld door de wet-Verroken van 10 juli 1970 naar zondag 13 juni 1971. Deze gemeenten gingen samengevoegd worden naar 8 fusiegemeenten.
  - 11 naar 1 in Henegouwen: Ciply, Cuesmes, Flénu, Ghlin, Hyon, Jemappes, Maisières, Mesvin, Bergen, Nimy, Obourg
  - 10 naar 2 in Limburg: Kessenich, Kinrooi, Molenbeersel, Ophoven en Berg; Henis, Koninksem, Neerrepen, Riksingen en Tongeren
  - 6 naar 3 in Brabant: Diest en Webbekom; Drieslinter en Neerlinter; Helen-Bos en Zoutleeuw
  - 3 naar 1 in Oost-Vlaanderen: Appels, Dendermonde en Sint-Gillis-bij-Dendermonde
  - 2 naar 1 in Antwerpen: Varendonk en Veerle
- in Flémalle-Haute was reeds in 1969 een gemeenteraadsverkiezing, de raad bleef tot en met  1976 in functie

## Campagne
De verkiezingscampagne werd gekenmerkt door de moord op een FDF'er die verkiezingsaffiches plakte: dit werd de zaak-Jacques Georgin.

## Uitslagen
Over het algemeen boeken zowel in Vlaanderen als in Wallonië de socialisten het duidelijkst vooruitgang.
In meer dan 80% van de gemeenten haalde een lijst een absolute meerderheid van zetels.
In Antwerpen werd burgemeester Lode Craeybeckx (BSP) herverkozen.
In Brussel werden 41 gemeenteraadsleden verkozen. Burgemeester Lucien Cooremans (PLP-PVV) werd herverkozen.
In Kortrijk werden 27 gemeenteraadsleden verkozen. De CVP won 16 zetels; burgemeester Ivo Jozef Lambrecht werd herverkozen.
In Gent werden 41 gemeenteraadsleden verkozen: 15 BSP, 12 CVP, 10 LP en 4 Volksunie. De BSP en CVP vormen een coalitie met Geeraard Van Den Daele (CVP) als burgemeester, die partijgenoot Emile Claeys opvolgt.
In Luik werden 13 liberalen, 11 socialisten, 11 katholieken en 1 communist verkozen (resultaat na herverkiezing). Liberaal Maurice Destenay blijft burgemeester.

## Herverkiezingen
Dit jaar waren er -bovenop de reeds uitgestelde verkiezingen- ongewoon veel geannuleerde verkiezingen en herstemmingen.
| Gemeente                | Herverkiezing    | Context |
| ----------------------- | ---------------- | --- |
| Harelbeke               | 24 januari 1971  | In Harelbeke, waar Gerard-Joseph Lanneau (CVP) sinds 1947 burgemeester was maar in juni 1970 overleed, verloor de CVP hun absolute meerderheid. Er vond een hertelling plaats. Nadat de verdwijning van 85 stembiljetten werd vastgesteld, werd de gemeenteraadsverkiezing ongeldig verklaard door de bestendige deputatie van West-Vlaanderen. Op 24 januari 1971 werd een nieuwe verkiezing gehouden in Harelbeke. Hierbij behaalden de socialisten verrassend genoeg een absolute meerderheid en Marc Bourry werd de eerste socialistische burgemeester van de gemeente. |
| Grand-Rosière-Hottomont | 31 januari 1971  | De bestendige deputatie van Brabant annuleerde de verkiezing. |
| Liezele                 | 14 februari 1971 | |
| Koksijde                | 7 maart 1971     | |
| Gochenée                | 14 maart 1971    | De bestendige deputatie van Namen annuleerde de verkiezing. |
| Beauraing               | 21 maart 1971    | De bestendige deputatie van Namen annuleerde de verkiezing wegens een onregelmatigheid bij een kandidatuur. |
| Bohan                   | 21 maart 1971    | De bestendige deputatie van Namen annuleerde de verkiezing. |
| Falaën                  | 28 maart 1971    | De bestendige deputatie van Namen annuleerde de verkiezing. |
| Graide                  | 28 maart 1971    | |
| Dinant                  | 9 mei 1971       | Sommige kiezers kregen meerdere oproepingsbrieven, anderen geen. De permanente deputatie van Namen annuleerde de verkiezing. |
| Hemiksem                | 16 mei 1971      | |
| Hoeselt                 | 16 mei 1971      | |
| Grimbergen              | 23 mei 1971      | Wegens een slecht afdrukken van de stembiljetten annuleerde de bestendige deputatie van Brabant de verkiezing op 13 november 1970. De Raad van State bevestigde dit besluit. Een herverkiezing vond plaats op 23 mei 1971. Jozef Mensalt (CVP) werd burgemeester. |
| Luik                    | 6 juni 1971      | Kandidaten van PSC dienden een klacht in omtrent het uitsturen van de oproepingsbrieven. Initieel oordeelde de bestendige deputatie (met gedeputeerde Collignon) op 8 januari 1971 dat de verkiezing geldig was. De kandidaten gingen in beroep bij de Raad van State, die op 1 april 1971 de uitslag annuleerde. Er werd opnieuw gestemd op 6 juni 1971. |
| Brasschaat              | 20 juni 1971     | De bestendige deputatie van Antwerpen en de Raad van State annuleerden de verkiezing. |
| Opoeteren               | 20 juni 1971     | |
| Oostakker               | 27 juni 1971     | |
| Adinkerke               | 1 augustus 1971  | |
| Denderleeuw             | 13 oktober 1971  | Hoewel de socialisten een absolute meerderheid hadden, was er onenigheid binnen de partij. Paul Van Der Niepen en anderen dienden een klacht in. De bestendige deputatie van Oost-Vlaanderen annuleerde de verkiezing omdat twee kiezers hadden gestemd maar niet op de kiezerslijsten stonden. De Raad van State bevestigde de annulatie. |